# 黒木梨帆
黒木 梨帆（くろき りほ、1988年11月29日 - ）は、日本の元女優、元タレント。神奈川県出身。血液型はA型。
過去の所属事務所はディーアンドエルプロモーション、Grick。

## 略歴
2009年からグラビアや舞台を中心に活動をしていた。2013年2月、ディーアンドエルプロモーションを退所。翌5月にGrickへ移籍、芸名を大本梨帆に改名。2016年を最後に活動を停止している。

## 人物
- 趣味は映画鑑賞。
- 特技は料理、韓国語。

## 出演

### テレビ
- ショーバト!(日本テレビ、2011年1月8日、3月30日、2012年4月2日)
- 堂本光一のアンラッキー研究所2012新春SP(日本テレビ、2012年1月2日)

### 舞台
- ONEICHAN'S TWELVE〜DEAD MAN'S CHEST〜（劇団女神座、2010年5月28日-30日）
- ひまわり畑と提灯とアイツ（劇団女神座、2010年7月24日-25日）
- ももいろナースステーション(アリスインプロジェクト×劇団女神座、2011年5月24日-29日) - 鴨居真奈美役
- オサエロ(Aqua studio、2011年8月17日-21日) - 沢口夏子役
- PRIDE(Aqua studio、2011年11月16日-21日) - 麻美役
- SAKURA(Air studio、2012年2月29日-3月5日) - 那江役
- 東京ZOOM(Air studio、2012年5月29日-6月3日) - 千里役
- SAORI〜想い出の六畳一間〜(Air studio、2012年8月22日-8月26日) - 沙織役
- 飯田家の最期(Air studio、2012年10月24日-10月29日) - 西田役
- ドゥーグヌァードカーン・ペ!（シアターグリーン、2013年2月20日-24日）- 西村聡美役
- Juliet(Air studio、2013年4月24日-4月29日) -芹沢彩(村井恵美)役
- 東京シェアリング(中野HOPE、2013年6月7日-6月9日) - 唯役
- KEIKI〜夏目漱石推理帳〜(Air studio、2013年6月19日-6月24日) - 与謝野晶子、樋口一葉役
- プレイス(Air studio、2013年7月24日-7月28日) - 晴美役
- 下町戦隊ボッタラーズ〜鉄板より硬く、鉄板より熱く〜(Air studio、2013年10月30日-11月4日) - 武田なつみ役
- 嘘つきはサンタクロースのはじまり(中野あくとれ、2013年12月19日-12月22日) - ミカ役
- STRAY DOG Seedling「へなちょこヴィーナス」(池袋GEKIBA、2014年3月13日-3月23日) - 額田幹役

### インターネット
- お台場TV「渋谷でDO!東京まっくす金曜日」(2011年7月1日-USTREAM生配信) - レギュラーメインMC
- WALLOP 「ミックス劇場」(2012年4月7日-6月30日)　-レギュラー

### 雑誌
- chuッスペシャル(ワニマガジン社)
- 漫画アクション(双葉社)

### PV
- anju「eye love you〜ロマンス〜feat.HAKUEI from PENICILLIN」(頼朝ver.)

## 作品

### DVD
- palpitasion〜ときめき〜（オルスタックピクチャーズ 2009年10月29日発売）
- 咲き乱れて（オルスタックピクチャーズ 2010年4月28日発売）
- 濡れちゃった（ＱＨ映像・2010年10月4日発売）